# 新屋下民居
新屋下民居，位于中国福建省长汀县三洲乡三洲村，明正德八年（1513年）建，后有修葺。坐西北朝东南，砖木结构，悬山顶，三落二进，占地面积715平方米。正厅面阔三间，进深八柱带卷棚式前步廊，穿斗抬梁式木构架。木构件特别是垂帘柱及雀替的雕刻刀法流畅，做工精细；石门楣阴刻有“绪缵谈经”字样。2009年11月16日公布为第七批福建省文物保护单位。